# Pinturas de la Cartuja del Aula Dei
Las pinturas de la Cartuja del Aula Dei (1774) son un ciclo de obras pictóricas realizadas al secco (óleo sobre el muro) por Francisco de Goya que decoran la iglesia del Monasterio de la Cartuja del Aula Dei de Zaragoza, situada a unos diez kilómetros de la capital aragonesa, entre las localidades de Montañana y Peñaflor. De los once cuadros originales solo se conservan siete del artista español, pues el abandono del monasterio tras la Desamortización provocó grandes desperfectos en estos cuadros. Cuatro de las pinturas fueron rehechas por los hermanos Paul y Amédée Buffet.
Tras su vuelta de un viaje de formación a Italia, Goya recibe varios encargos de pinturas murales, entre los que se encuentra el de decorar al fresco la bóveda del coreto de la Basílica del Pilar en Zaragoza, que lo hizo con una pintura sobre La adoración del nombre de Dios y un ciclo completo del nacimiento y vida de la Virgen María que se prolonga hasta la Presentación de Jesús en el Templo, episodio que culmina la serie, que fue culminada en el año 1774.
El pintor aragonés demostró con esta obra dominar pintura mural de grandes dimensiones, pues se trata de escenas que miden entre cinco y diez metros de longitud y de unos tres metros de altura cada una y que recubren la totalidad del perímetro de los muros de la iglesia cartuja.
Es una de las obras más originales de la etapa de juventud de Goya, que pudo empezar a pintarlas en 1773 tras el encargo del prior fray Félix Salcedo y fray José Lalana. La serie consta de once escenas de la vida de la Virgen que se distribuyen como un friso a lo largo de los muros de la capilla del monasterio. La sucesión de estampas arranca con un San Joaquín y Santa Ana situada sobre las puertas del pie del templo, para posteriormente alternarse en los lados del Evangelio y la Epístola. Así, a la derecha continúa con la Nacimiento de la Virgen y a la izquierda con los Desposorios de la Virgen y San José. Siguen una Visitación de María a su prima Isabel, La Circuncisión, la Adoración de los Reyes Magos y para terminar con lo conservado de Goya, la Presentación de Jesús en el templo.
En estas obras se aprecia la capacidad para la invención de grandes conjuntos pictóricos y el la correcta solución del compromiso necesario entre la unidad y la variedad, si bien la monumentalidad que le prestan los fondos arquitectónicos no acaba de romper el estatismo algo grandilocuente y la horizontalidad de las composiciones. Habitualmente sitúa una masa central, con las figuras que protagonizan la escena, aislados por espacios vacíos de figuras que continúan un paisaje y formas arquitectónicas hasta otros grupos de personajes secundarios situados a uno y otro extremo del cuadro.
Entre los logros de la serie se pueden señalar la precisión en la técnica de la pincelada, aplicada con decisión y obteniendo una clara definición de pliegues y rotundidad en las formas, de carácter abocetado y geométrico y en el acierto de la composición, que obtiene un efecto teatral y espectacular situando el punto de vista bajo y dotando de cierta naturalidad al gesto de las figuras, estilema propio de la pintura posterior de Goya. El resultado es un conjunto de aspecto monumental y académico, que se sitúa tanto en el barroco tardío como en la encrucijada de un clasicismo que debió satisfacer a los promotores del encargo y a observadores de la talla de Rafael Mengs, el rector del gusto neoclásico de su tiempo, que apreció la serie y en ella aptitudes en el joven pintor que pudieron influir en el hecho de que poco más tarde fuera llamado a la corte como pintor de cartones para los tapices de la Real Fábrica.